# Tutaibo anglicanus
Tutaibo anglicanus är en spindelart som först beskrevs av Nicholas Marcellus Hentz 1850.  Tutaibo anglicanus ingår i släktet Tutaibo och familjen täckvävarspindlar. Inga underarter finns listade i Catalogue of Life.